# David Jansson (arkitekt)

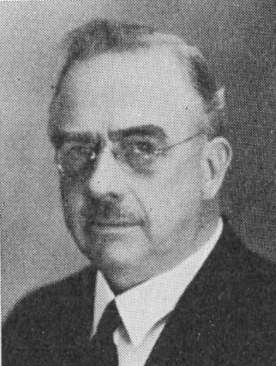
David Jansson

Carl David Jansson, född 15 februari 1875 i Västervik, död 30 juli 1949 i Stockholm, var en svensk arkitekt.

## Biografi
David Jansson var son till timmermannen Johan Alfred och Karin Jansson. Han genomgick byggnadsyrkesskola och drev därefter arkitektverksamhet ifrån Stockholm i trettiotalet år.
Han står bland annat bakom Grycksbo kyrka, Duvbo kyrka, Centrumkyrkan i Sundbyberg, Betelkyrkan i Mälarhöjden och Sjömanskyrkan i Oxelösund. Han ritade 18 bostadshus i Stockholms innerstad.
Jansson var sekreterare i Stockholms 1:a baptistförsamlings från 1920, föreståndare för söndagsskolan 1920–1932 och 1935–1937 samt kassör i Stockholms söndagsskolförbund 1923–1937.
År 1898 gifte han sig med Anna Georgina Lindberg (1872–1962). Makarna är begravda på Norra begravningsplatsen utanför Stockholm.

## Bilder

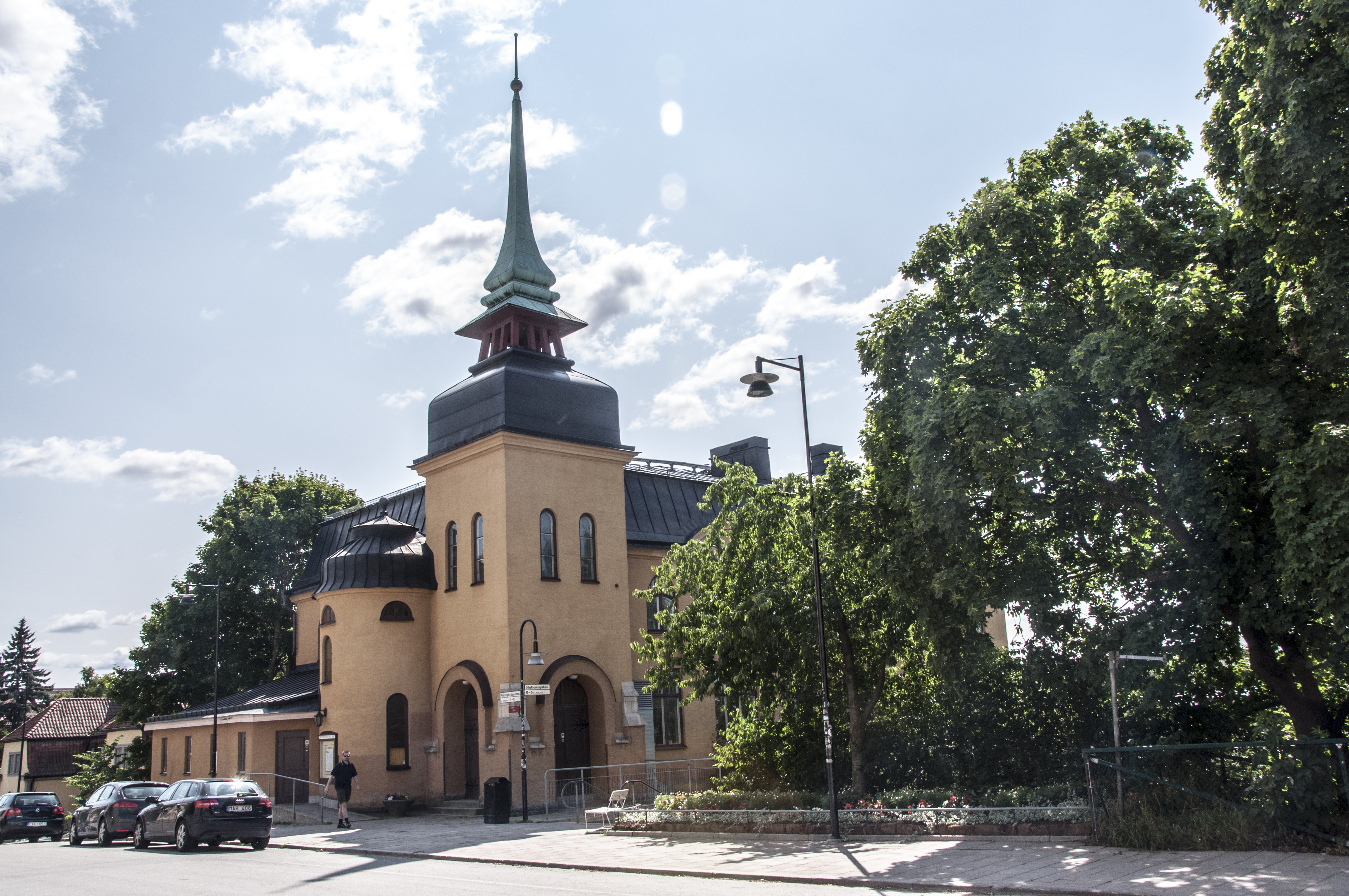
Centrumkyrkan, Sundbyberg
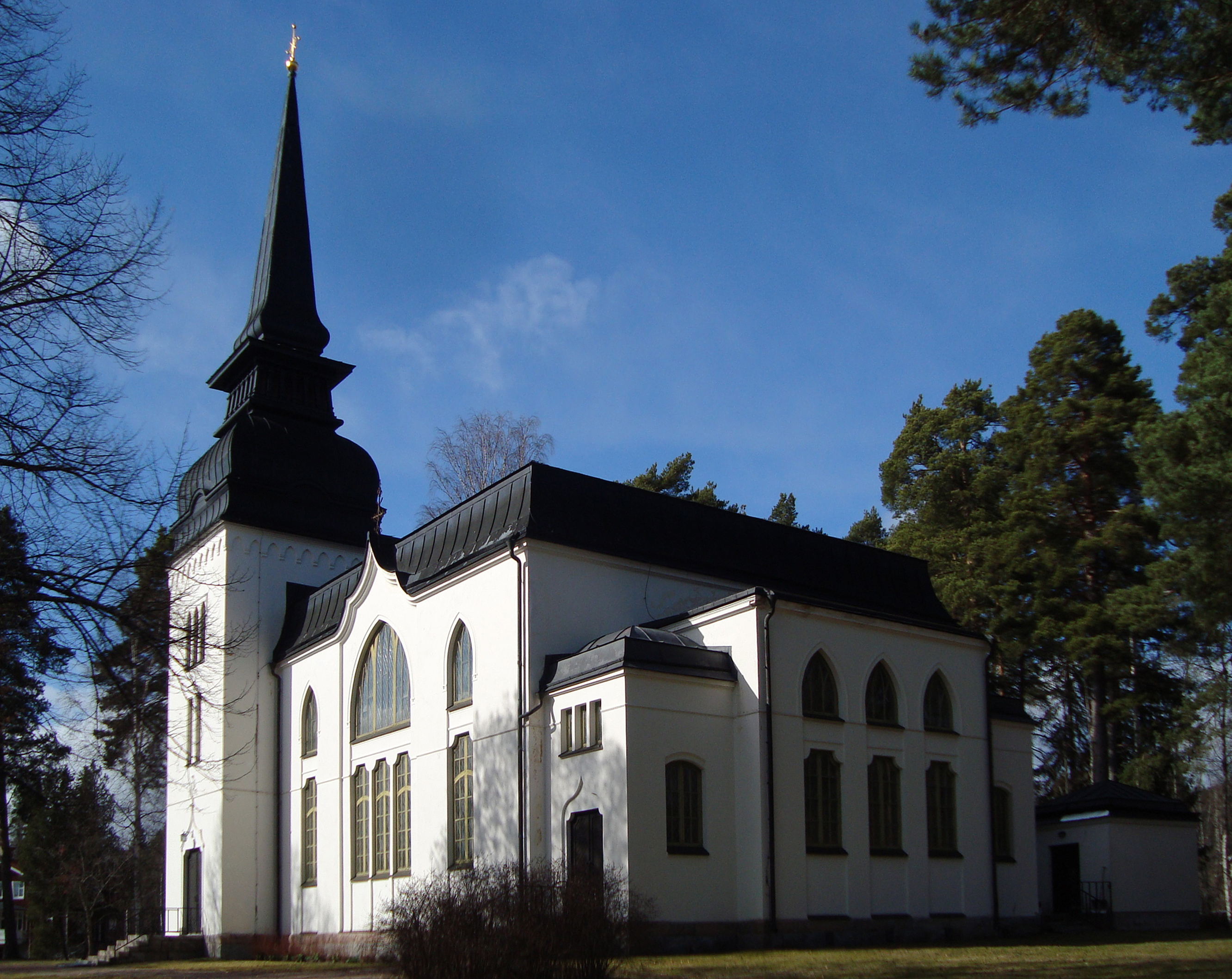
Grycksbo kyrka
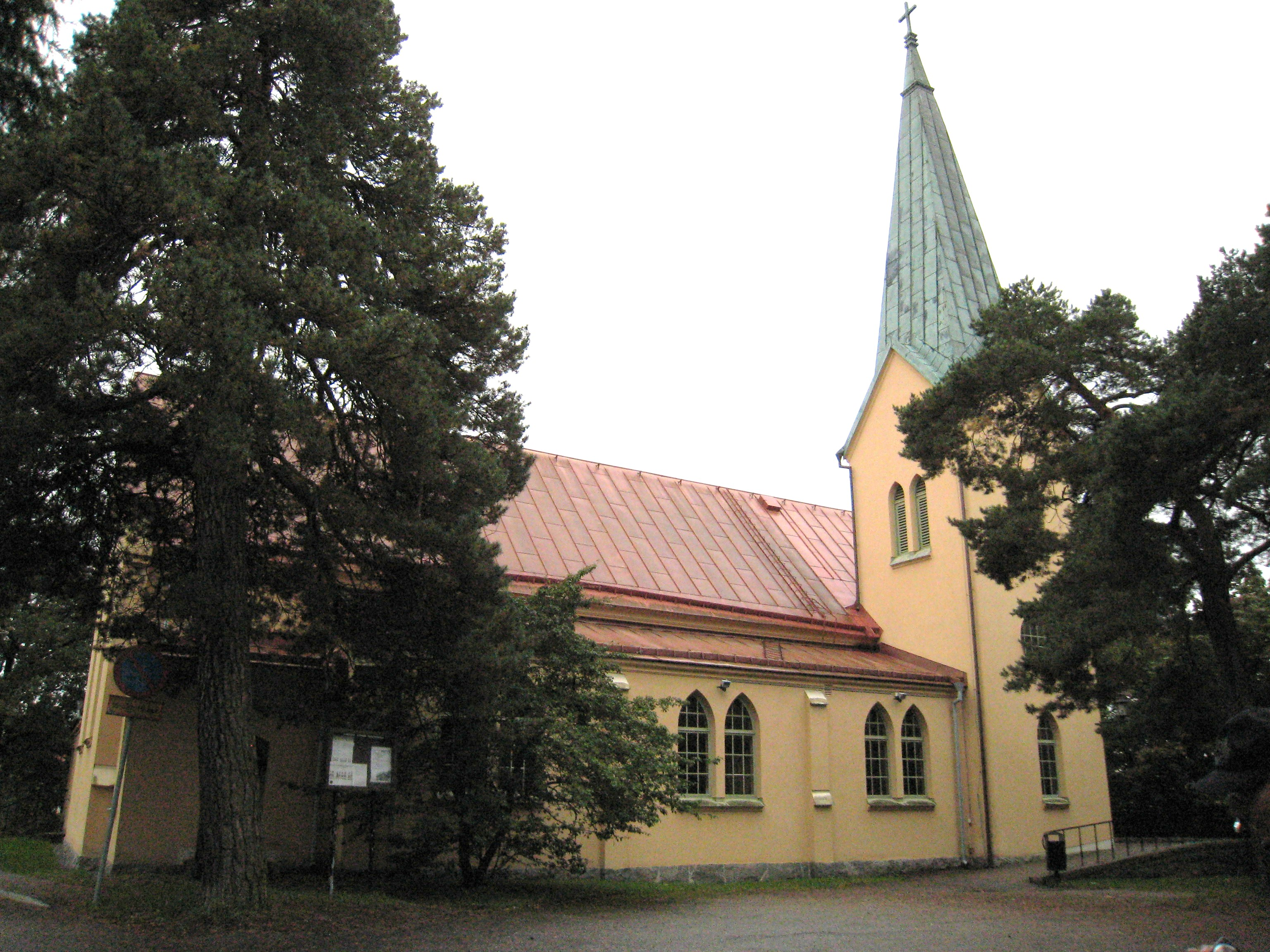
Duvbo kyrka
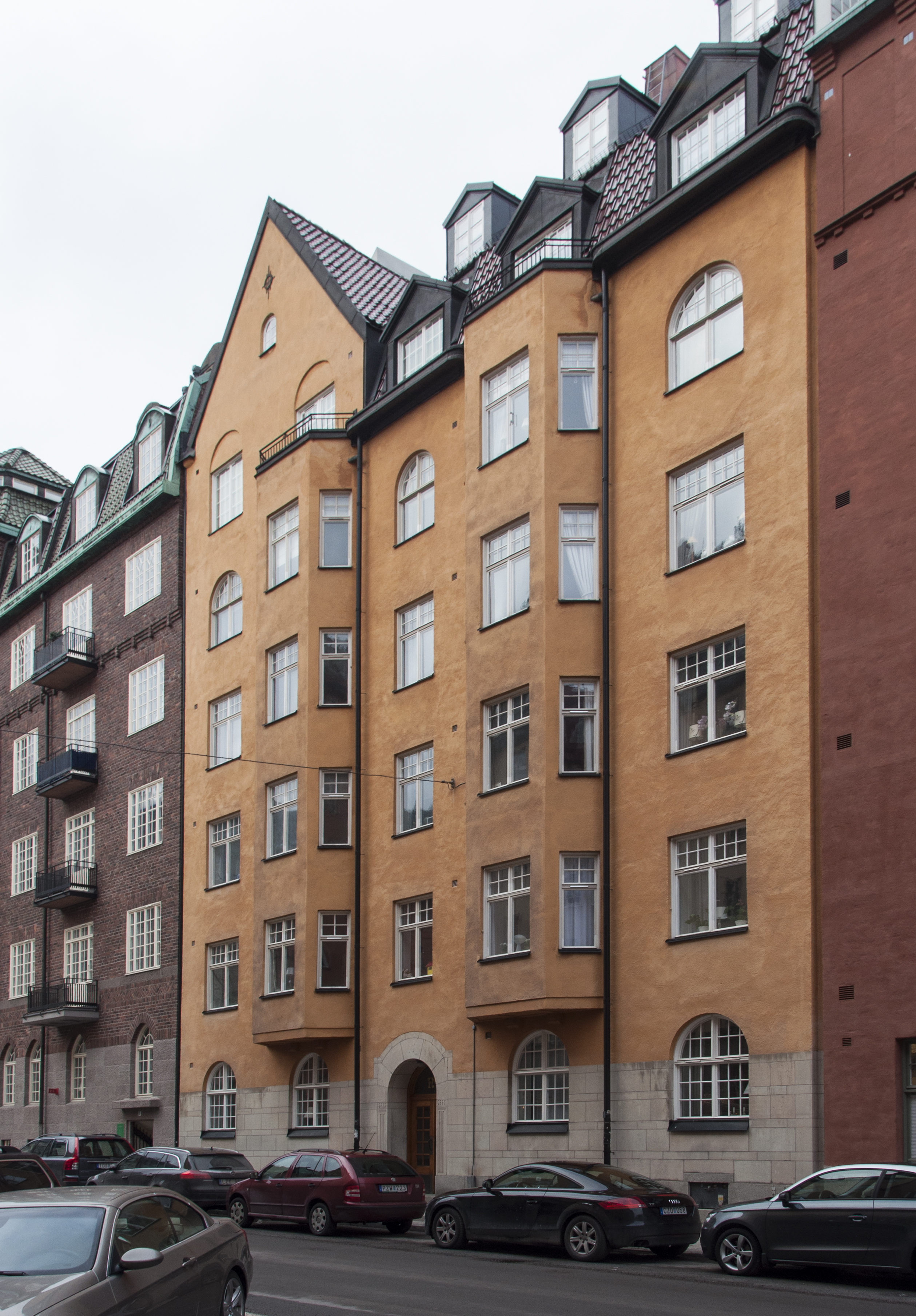
Kornetten 6, Stockholm
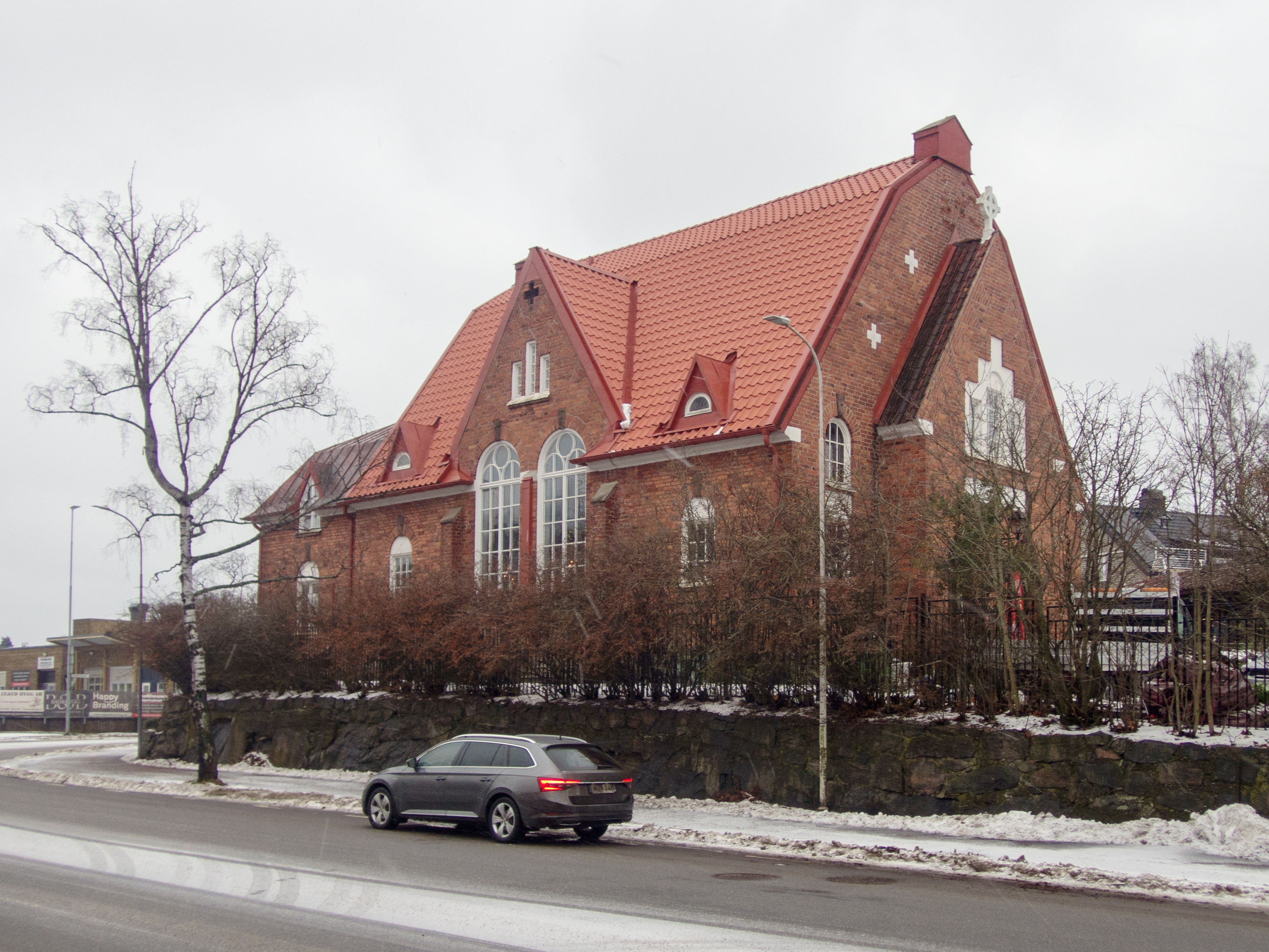
Sjömanskyrkan, Oxelösund